# Subregión del Centro (Norte de Santander)
La subregión Centro es una de las 6 subregiones del departamento colombiano de Norte de Santander. Se ubica en el centro del departamento y está integrada por los siguientes 7 municipios:
- Arboledas
- Cucutilla
- Gramalote
- Lourdes
- Salazar de Las Palmas
- Santiago
- Villa Caro